# City Tour
City Tour este un film românesc din 2013 regizat de Andrei Teodorescu.